# Taï nationalpark
Taï nationalpark ligger i sydvästra Elfenbenskusten mellan Cavallyfloden och Sassandrafloden. Nationalparken omfattar 330 000 hektar samt en skyddszon på 20 000 hektar. Taï är ett av de största områdena med ursprunglig tropisk regnskog i Västafrika. Temperaturen är mellan 24 °C och 27 °C året runt, luftfuktigheten är hög och årsnederbörden omkring 2 000 mm.
Man har funnit närmare 50 arter av större däggdjur i nationalparken, varav fem är utrotningshotade. Här finns bland annat elva arter av apa, pygméflodhäst (Choeropsis liberiensis), leopard (Panthera pardus), och afrikansk elefant (Loxodonta africana).
Taï nationalpark upptogs på Unescos världsarvslista 1982.